# クラインタウン
クラインタウン（Cline Town、グランビルタウン、Granville Townとも呼ばれる）は、現在の西アフリカのシエラレオネの首都フリータウンに当たる地に16世紀に建設された、シエラレオネへ解放奴隷が入植した最初の街。
1787年、奴隷貿易廃止主義者のグランビル・シャープを中心に、｢自由の土地｣の建設をスローガンとしたシエラレオネ移住計画が始まった。イギリスロンドンのスラム街に住むシエラレオネ入植移住希望の約400人の解放奴隷の黒人と、60人の白人を乗せた船がイギリスから出港し、5月10日にシエラレオネに到着した。5月11日にT・ボールドン・トンプソン船長が現地部族テムネ族のトム王から土地を譲り受け、5月15日にグランビル・シャープの名に因みグランビルタウンの入植地を建設した。
しかしこのシエラレオネ最初の入植の町は1789年、トム王死後のテムネ族の王、ジミー王が土地の賃貸料をめぐる論争の末に攻撃された。グランビルタウンは完全に破壊され、住民はテムネ族に奴隷として捕られた。また、ヨーロッパの奴隷商人の攻撃にもあっていた（食糧不足及び病気や現地部族の攻撃など酷い目に会っていたので入植地は成功しなかった。多くの入植者は慣れない環境で死んだりして、生き残った者はわずか60人程度で、後にグランビルタウンは廃墟と化していた）。しかし、1791年に再びグランビル・シャープの後継者として、奴隷制反対主義者だった、奴隷船の元外科医だったアレクサンダー・ファルコンブリッジの援助により、クラインタウンとして再建された。しかし、この植民地も失敗した。1792年カナダのノバスコシア（バーチタウン、1190人）とイギリス（119人）から来た新たな解放奴隷の入植者達はフリータウンと名付けて再建設した。